# Jean-Hippolyte Michon
Pour les articles homonymes, voir Michon.
L'abbé Jean-Hippolyte Michon, né le 21 novembre 1806 à Laroche-près-Feyt en Corrèze et mort le 8 mai 1881 à Baignes en Charente, est un prêtre catholique français et membre de plusieurs sociétés savantes. Précurseur de la graphologie, il fonde en 1871 la Société de graphologie. Grand orateur, il a également écrit de nombreux ouvrages dans différentes disciplines (théologie, archéologie, graphologie, numismatique, histoire, romans...).

## Biographie
Né le 21 novembre 1806 au bourg de Fressanges, commune de Laroche-près-Feyt en Corrèze, Jean-Hippolyte est le fils de Jean Michon, tailleur d'habits, et de Françoise Rédon. Il aura deux frères puînés : l'un (Jean-Jacques) prêtre dans le diocèse d'Angoulême, l'autre (Barthélemy) médecin à Baignes.
Il commence ses études sous la direction de l'abbé Rozier, qui habitait alors le village de Trémoulines. Vers 1820, l'oncle de sa mère, un riche marchand-drapier, fait venir la famille Michon en Charente. Jean y fait ses classes au collège d'Angoulême, où il se fait remarquer pour sa curiosité et sa ferveur religieuse.

### Vocation et ministère
De 11 à 14 ans, il est marqué par les cours de catéchisme qu'il reçoit d'une femme pieuse et estimée, Mlle Rose-Françoise Gilbert des Héris (1760-1840), dont il écrira la biographie. Sa vocation semble être due à l’exemple du frère prêtre de cette dernière, l'abbé Gilbert-Bernier, lequel avait survécu à la déportation sur les pontons de Rochefort : Jean-Hippolyte admirait en lui un confesseur de la foi.
Il fait son séminaire à Angoulême de 1822 à 1826 et finit sa théologie au séminaire d’Issy-les-Moulineaux, où il admirera la pédagogie des Sulpiciens. L’évêque lui confie en 1828 la classe de rhétorique au petit-séminaire de La Rochefoucauld, jusqu’en août 1830. Après les « journées parisiennes », le clergé doit fuir l’établissement.
Il est ordonné prêtre le 17 août 1830, et est aussitôt nommé professeur au petit-séminaire d'Angoulême et curé de Bécheresse (paroisse desservie en binage par un curé des environs), postes qu'il doit quitter dans la tourmente révolutionnaire. Michon s’établit alors dans la propriété de ses parents à Chadurie : le domaine du Chiron. 
Devenu bachelier ès-lettres le 10 juillet 1832 (et plus tard ès-sciences), il est nommé dès novembre 1832 directeur de l'école ecclésiastique des Thibaudières, où il institue un cours préparatoire aux Écoles polytechnique, de Marine et de Saint-Cyr particulièrement poussé en mathématiques et en sciences. En 1840, il fonde l'école de Villebois-Lavalette. En 1836, il fonde à Angoulême la Congrégation de Notre-Dame-des-Anges. Peu de temps après il est nommé chanoine honoraire d'Angoulême.
Mais il est peu habile en affaires et se retrouve vite ruiné. Il s’intéresse à la botanique, à l’histoire et à l’archéologie. En 1843, il devient membre de la Société française d'archéologie et, l'année suivante, il est l'un des membres fondateurs de la Société archéologique et historique de la Charente. Il s'intéresse particulièrement au site antique romain de Cassinomagus à Chassenon en Charente. Il écrit en 1844 la Statistique monumentale de la Charente publié en 1849, inventaire détaillé des monuments anciens de Charente qui fait encore référence aujourd'hui,. Il était également membre de la Société archéologique et historique du Limousin et de la Société scientifique, historique et archéologique de la Corrèze.

### Engagements politiques et religieux
Il manifeste un goût pour l’enseignement mais doit faire face aux critiques de ses pairs qui perçoivent chez lui une certaine tendance à la subversion. Lorsqu'éclate la révolution de 1848, il accueille avec chaleur la République et se montre, dans ses écrits et ses sermons, un grand remueur d'idées. Il délaisse ses recherches historiques et archéologiques pour s’engager en politique, se félicitant d’être « le premier prêtre de France qui, avec Mgr Affre, a eu l’honneur de saluer dans un écrit public la République naissante ». En dépit de l’ordre de Mgr Régnier au clergé de son diocèse de s’abstenir de toute activité étrangère au ministère du prêtre, lequel est avant tout spirituel, Michon se porte lui-même candidat à l'Assemblée nationale. « C’est le théâtre qu’il me faut », écrit-il à son frère Barthélemy. Pour se justifier, il ajoute : « Il est bon qu’il y ait des prêtres à l’Assemblée ». Dès 1857, il se rallie à l’Empire : « Nous, les hommes de la seconde République, nous sommes amenés à prendre la défense de l’Empire ». À Paris, il dirige la Presse religieuse et L'Européen, qui furent supprimés sous le second Empire.
Son évêque lui reprochait d'être trop indépendant et trop libéral dans ses écrits et sa situation ecclésiastique était alors menacée. Alors le cardinal Donnet, fervent disciple de la graphologie, lui décerna le titre de chanoine honoraire de l'archidiocèse de Bordeaux et l'abbé ne fut plus inquiété par sa hiérarchie.
Ayant abandonné le ministère paroissial sans toutefois avoir quitté le sacerdoce, il est devenu prêtre libre. Il consacre alors son temps à écrire des articles sur la théologie, l'archéologie et la numismatique. Se faisant connaître par ses prédications, le prince-président Louis-Napoléon lui promet un évêché vacant. À deux reprises, en 1850 puis en 1863, il accompagne son ami Félicien de Saulcy, fondateur de l'archéologie biblique, pour un voyage d'exploration en Orient dont il nous a laissé le récit et dont il rapporta un riche herbier, des monnaies antiques et des papyrus égyptiens. À l'occasion de deux séjours en Italie (1857 et 1866), il rencontre à Rome le cardinal Antonelli puis le pape Pie IX, à qui il fit une « leçon de géographie palestinienne », ainsi que le comte de Chambord à Venise.

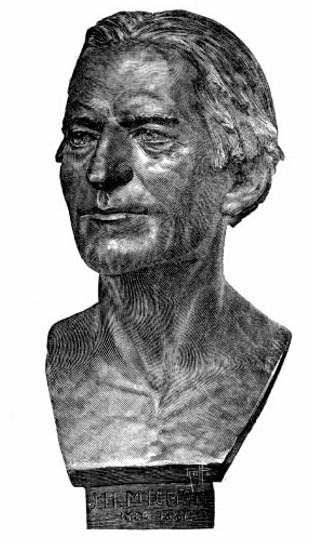
Buste de Michon

Lorsqu'il occupait le poste de directeur du collège des Thibaudières en 1840, il avait fait la connaissance de l’abbé Julien Flandrin (1803-1867), alors professeur de philosophie. Ce dernier l'initia à la graphologie, moyen de déceler les traits de personnalité des élèves à partir de leur écriture. Il décide maintenant de creuser cette découverte, et mène en parallèle un combat militant pour l’Église gallicane.
« Michon a voulu rénover l’Église et du reste, à une certaine époque, à peine moins l’État » : il rêve d'une Église idéale débarrassée selon lui d'abus et d'erreurs qui la défigurent tels que la théocratie, les ordres religieux, le mysticisme, le dévotisme, le célibat ecclésiastique et les dogmes de l'Immaculée Conception et de l'infaillibilité pontificale. Il publie alors de nombreux ouvrages engagés contre l’ultramontanisme qui – bien qu’anonymes sous le nom de Abbé *** – provoquent la désapprobation de ses confrères. Sa brochure De la rénovation de l'Église (1860) sera mise à l'Index. Ses postes sont successivement supprimés et Michon vit alors de la solidarité des pauvres qu’il avait aidés antérieurement.

## Le précurseur de la graphologie
Quatre ecclésiastiques furent les précurseurs de la graphologie : Mgr Boudinet, évêque d'Amiens, le cardinal Régnier, archevêque de Cambrai, le jésuite Arthur Martin et l'abbé Flandrin. Michon sera le premier à mettre en place un système, œuvre que poursuivra et perfectionnera le Dr Jules Crépieux-Jamin.
Désargenté et démuni, il consacre désormais son temps à cette méthode que l’abbé Flandrin lui avait enseignée. Il rassemble de nombreuses écritures et tente d’y déceler les indices de franchise, de générosité, d’avarice, etc. qu'il peut observer chez les élèves des écoles qu'il dirige. En 1860, il publie alors un premier Journal des autographes qui suscite un intérêt croissant avec les autres numéros. Certains journaux importants publient ses analyses d’écritures. Michon répertorie une série de caractéristiques graphiques qu’il intègre dans un système.
Il fait alors la connaissance d’Adolphe Desbarolles (1801-1886), adepte de la chirogrammatomancie inventée par Adolf Henze en 1862. Les deux hommes constatent leur intérêt commun pour l’écriture et décident de publier un ouvrage consacré à ce thème. La rédaction sera difficile, les deux auteurs rencontrant des divergences importantes. Desbarolles postule notamment l’existence d’une force transcendantale qu’il nomme électricité s’exprimant dans l’écriture. Michon limite l’intervention de son coauteur à l’écriture de la préface. Les mystères de l’écriture paraît en 1872. Les deux auteurs se disputeront longtemps la paternité de leur découverte. Desbarolles n’abandonna pas l’idée de hisser la graphologie au rang de vraie science divinatoire au même titre que le magnétisme, l’hypnotisme ou l’envoûtement. Michon, quant à lui, n’aura de cesse d’exorciser les reliquats occultes de son objet d’étude. Il défend toutefois l’idée selon laquelle l’écriture implique la rencontre privilégiée de la pensée et de la réalité matérielle, c'est-à-dire de l’âme et du corps.

### La Société de graphologie
Le 20 mars 1871, Michon fonde avec son amie Émilie de Vars (1810-1877) la Société de graphologie, dont le siège était situé à son adresse parisienne, au 5, rue des Chanaleilles (au no 3 vécut l'écrivain Jean Loisy). Cette société savante existe encore aujourd’hui sous le nom de Société française de graphologie (S.F.D.G.). Il lance dès le 4 novembre 1871 un Journal des autographes : L'art de juger les hommes par leur écriture, paru sous la forme modeste d'un feuillet hebdomadaire "consacré aux curieuses révélations de la graphologie", et qui allait devenir plus tard la revue La Graphologie. Le 24 novembre de la même année, Michon donne sa première conférence graphologique à la salle du boulevard des Capucines à Paris, avant d’organiser d’autres conférences en France et en Suisse.
En 1874, sa collaboratrice la romancière Émilie de Vars publie une Histoire de la graphologie suivie d’un Abrégé du système de la graphologie. Michon réaffirme son indépendance intellectuelle vis-à-vis de Desbarolles en publiant, avec sa collaboratrice (et à certains égards son inspiratrice), son Système de graphologie puis sa Méthode pratique de la graphologie, l’art de connaître les hommes d’après leur écriture (1878). Entre autres élèves, il initiera Alexandre Dumas fils à l'art de la graphologie.

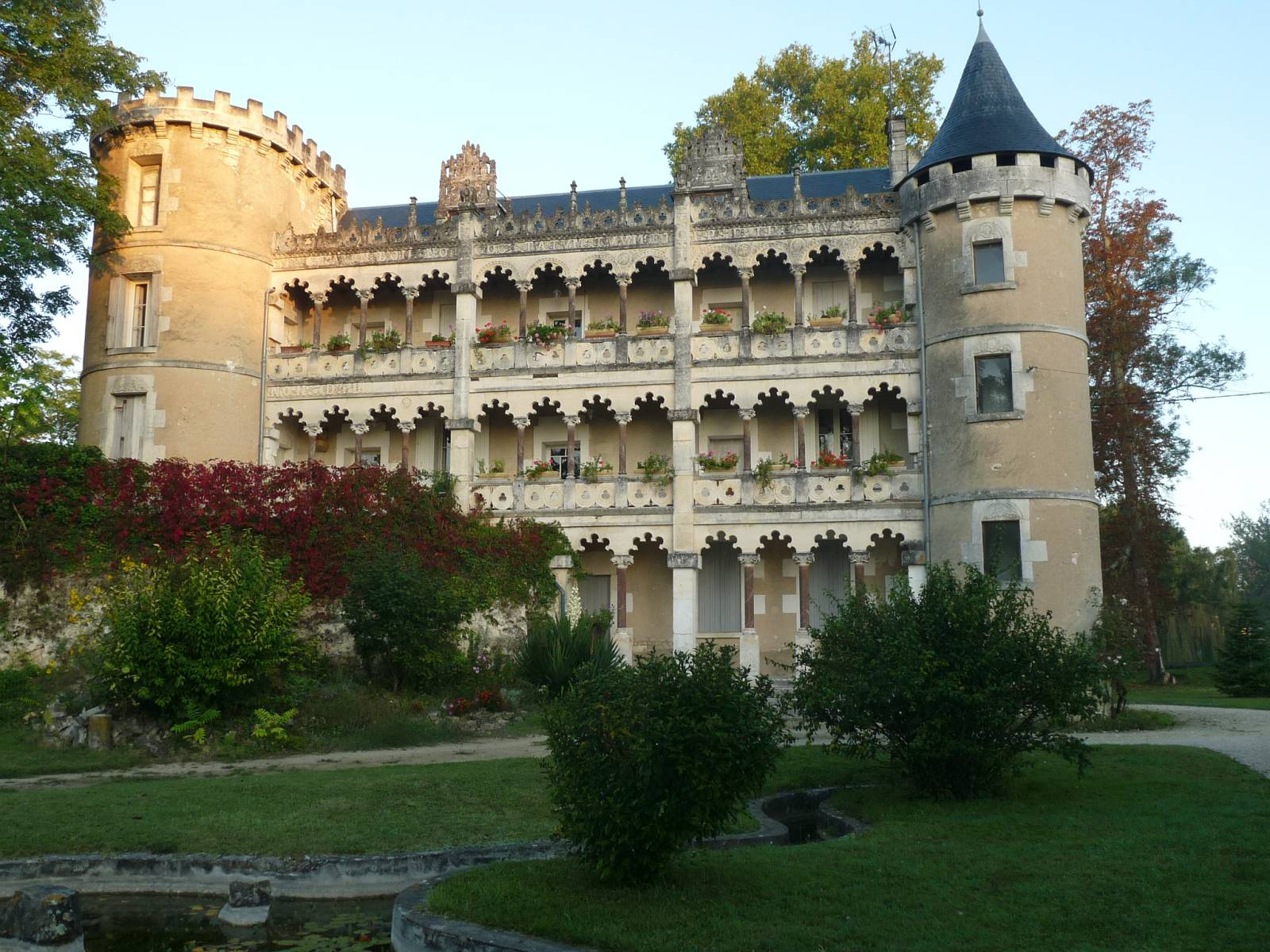
Manoir de l'abbé Michon, à Baignes (Charente), construit en 1871

Le dictionnaire Larousse lui consacre à l'époque une notice biographique sarcastique, qui ajoute à la mention de ses conférences graphologiques : "Rien n'est plus ingénieux ; mais il reste à savoir comment l'excellent abbé s'y prend pour deviner le caractère des personnes qui n'en ont pas".
Le Bulletin de la Société scientifique, historique et archéologique de la Corrèze nous donne un aperçu de sa journée-type : « Levé avec le jour, il travaillait sans cesse, reposant son cerveau par la fatigue du corps. Il suffisait à tout, composait son journal, taillait les arbres de son jardin, écrivait un article pour son Dictionnaire des notabilités, achevait une sculpture sur la façade du château, faisait des boutures, traçait un portrait graphologique, promenait sa petite-nièce dans le parc et lui racontait de belles histoires... ». Homme de vaste culture, il collectionnait les objets rares. Son appartement était « encombré de livres, de cartons, de moulages pris en Palestine, d'herbiers et d'échantillons minéralogiques ramassés un peu partout ».

Les dix dernières années de sa vie, il se consacre à la construction du château de Montausier, dans la commune de Baignes-Sainte-Radegonde, dont il fut l'architecte, le constructeur et le sculpteur, en lui donnant « l'apparence quelque peu théâtrale d'un palais oriental ou mauresque ». Il y vivait dans l'intimité familiale avec sa belle-sœur, sa nièce et sa petite-nièce. Chaque dimanche, il célébrait la messe en l'église Saint-Étienne de Baignes, ancienne abbaye bénédictine, ou à la basilique Sainte-Clotilde lorsqu'il se rendait à Paris. Le 13 mars 1881, après la messe dominicale qu'il célèbre, il prononce "en tenue laïque" sur la place publique un discours patriotique de plus d'une heure à l'occasion de la pose d'une statue de la République et la plantation d'un arbre de la Liberté, en présence du préfet de la Charente.

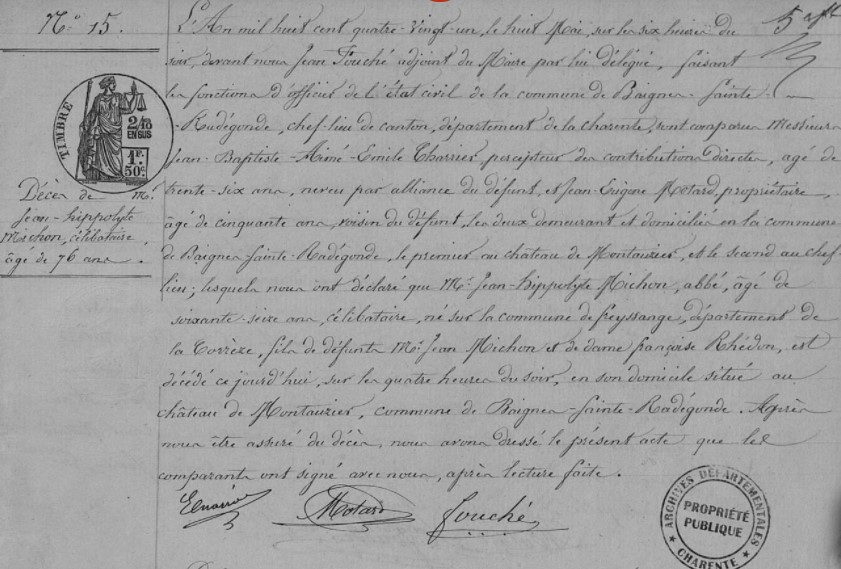
Son acte de décès (registres numérisés de la Charente)

En juillet 1880, le parc de sa propriété accueillait le premier congrès de graphologie comprenant six intervenants. C'est là qu'il meurt d'une fluxion de poitrine (inflammation pulmonaire) compliquée d'une maladie de cœur le 8 mai 1881, vers les 4 heures du soir, assisté du curé du lieu, l'abbé Chassang. Ses amis Sicard et Daviaud prononcèrent l'éloge funèbre. L'épitaphe de sa tombe au cimetière de Baignes est la suivante : « Abbé J.-H. Michon, Écrivain, Archéologue, Graphologue, 1806-1881 ».

### Michon théoricien
Michon voulut faire évoluer la « graphologie intuitive » qui faisait l'occupation des salons du XIXe siècle en une doctrine d'étude de l'écriture, afin de sortir de l'empirisme qui apparentait l'interprétation du graphisme à un art divinatoire. Les classifications psychologiques qu'en fera Michon sont à l'origine de l'essor de la graphologie moderne.
Son principal ouvrage : Système de graphologie, paru en 1875, comprend 5 parties : 1) Graphologie philosophique ; 2) Anatomie graphique ; 3) Terminologie graphologique ; 4) Physiologie graphique ; 5) Classification graphologique, laquelle embrasse 8 classes, 83 ordres, 98 genres et 360 nuances (ou espèces). Dans cette étude, il se propose de mettre sur pied une « classification scientifique » calquée sur celle des sciences naturelles : « Les classifications, c'est reconnu de tous, ont le double avantage de tracer à l'esprit une méthode ou procédé pour arriver à la connaissance des phénomènes (ici les phénomènes sont les manifestations multiples de l'âme par les traits graphiques) et d'offrir un système ou ordre de distribution de ces phénomènes, qui les représentent dans leurs rapports ».
En conséquence, il classe les traits psychiques en groupes principaux qui forment des « familles naturelles » regroupées en 8 classes : les facultés, les instincts, la nature, le caractère, l'esprit, les aptitudes, les goûts, les passions. Avec elles, il se propose de « faire une analyse complète de l'âme humaine », entendue comme l'ensemble des facultés morales et intellectuelles. À chacun de ces groupes correspondent des signes graphiques qui permettent de diagnostiquer, à partir de l'examen de l'écriture, le trait de caractère correspondant. Pour lui, le signe graphique est fixe, c'est-à-dire qu'à tel signe graphique correspond toujours tel trait de caractère, ce que contestera Crépieux-Jamin.
Ce qui est notable pour l'époque, c'est que Michon affirme déjà que l'écriture est un acte dont le déroulement échappe, au moins partiellement, à la conscience du sujet, et il pose en principe que : « Toute écriture, comme tout langage, est l'immédiate expression de l'être intime, intellectuel et moral ». L'écriture permettrait de lire l'âme dans ses manifestations inconscientes : « Elle serait le relief de l'âme, tangible au regard ».
En fin psychologue, il fait en quelque sorte de la psychanalyse avant l'heure : « C'est l'une des gloires de la graphologie de mettre à nu ces curieuses luttes instinctives et non conscientes de l'âme, comme l'appareil photographique montre très bien les parties lumineuses et non éclairées du visage ».

### L'écriture de Michon
Dans ses ouvrages de graphologie, l'abbé Michon donne souvent son écriture en exemple, la présentant comme une « écriture-type », notamment celle du « bienveillant ». Il la qualifie de rapide, même de « tachygraphique », spontanée, difficile à lire (« Je griffonne horriblement », confesse-t-il), inégale en hauteur, aux lignes ascendantes, inclinée avec des lettres redressées cependant, beaucoup de courbes (guirlande) avec des petits « crocs » et des coups de sabre.

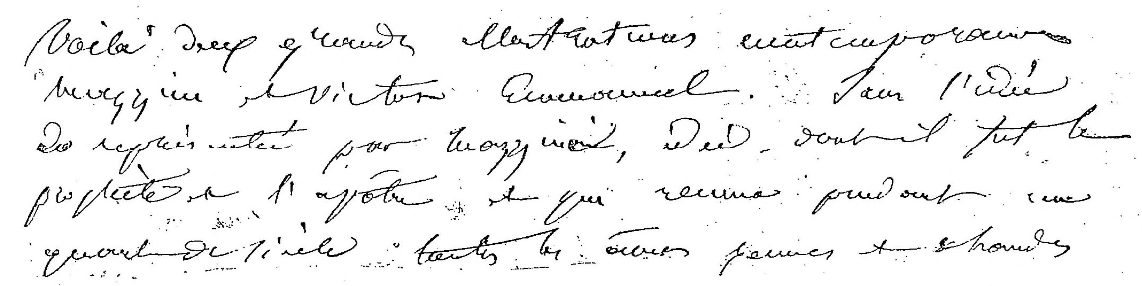
Un autographe de l'abbé

Il en déduisait pour lui-même les qualités psychologiques suivantes — que confirmait son amie George Sand (laquelle s'improvisait graphologue) : prodigalité de bons instincts et lutte contre les mauvais, impétuosité, ardeur juvénile et ambition, réceptivité sentimentale (sensibilité et impressionnabilité), âme aussi tendre qu'expansive, grand cœur, naturel, ténacité dans l'idée, à l'intelligence supérieure, un "doux-vif" en somme. « Je multiplierai tellement les preuves de la valeur de cette nouvelle science, écrit-il dans sa revue, que j'aurai aussi mon sérieux triomphe, parce que j'ai l'écriture ascendante, et que je veux avec passion ce que je trouve vrai, juste et bon. »
Son amie Émilie de Vars notait que son écriture « n'indique pas la raideur de caractère, la volonté impérieuse et forte, mais une très grande ténacité dans l'idée. ». Jamais, selon elle, l’abbé ne renonce à un plan qu’il a conçu, et il est à même de mener de front plusieurs travaux, avec beaucoup de concentration et « une ardeur incroyable ». 

Quant à George Sand, graphologue intuitive, son analyse de l'écriture de Michon parut dans le n° 8 du Journal des autographes (6 janvier 1872) : 

« L'intuition et la déduction se trouvent équilibrées dans cette écriture, et la classent dans un groupe intellectuel élevé. L'imagination est indiquée mais contenue : elle est un secours dans cette nature, et d'autres signes-types en arrêtent le désordre. La simplicité est très marquée. Pas un indice de prétention. La bonté est indiquée partout. Le signe-type de la sensibilité dit qu'elle est extrême, qu'elle va à la sensitivité, à l'abandon. La douceur a son signe dans les courbes molles. L'ambition, l'entrain ressortent des lignes perpétuellement ascendantes. La confiance est marquée par l'absence complète du signe-type de la précaution et de la défiance. La spontanéité est frappante. Les traits aigus, les coups de sabre disent la vivacité. La persévérance dans les plans conçus est fortement indiquée. L'énergie va jusqu'à la hardiesse. Le signe de la non-économie se trouve à toutes les lignes. »

Enfin, son successeur à la présidence de la Société de graphologie, Adrien Varinard, traçait le portrait suivant de son prédécesseur : « Ardeur ambitieuse, prête à la lutte (écriture montante), aptitudes diplomatiques (serpentine), idéalisme et utopie (lettres disjointes & mots coupés), raisonnement et puissance d'assimilation (hyperliée), aptitude artistique, enthousiasme, spiritualisme (trait grêle), impressions variables (inégale en hauteur), amour du commandement (barres de t placées haut), ténacité (crocs), originalité (formes bizarres), finesse d'esprit (gladiolée), sensibilité (inclinée), versatilité, douceur et bienveillance (arrondie), simplicité, désordre (nombreuses inégalités) ».

## Postérité
À sa mort, Adrien Varinard (1824-1886) lui succède à la présidence de la Société de graphologie, et lui consacre une biographie : J.-H. Michon, fondateur de la graphologie (1884).

Sa notoriété s'étend vite jusqu'en Allemagne. En 1883, un libraire-éditeur de Berlin, J.-H. Schorer, fait placer, dans Die Graphologie d'E. Schwiedland, en regard du titre, un portrait de Michon signé et, à la fin de l'opuscule, une page publicitaire recommandant les principaux ouvrages de l'abbé. La Société allemande de graphologie, fondée sous le patronage de Michon, publiera elle aussi, dans ses Berichte (Informations) de 1898 un portrait du maître français.

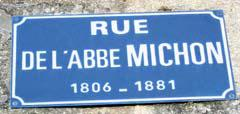
La rue à son nom, dans son village de Charente

En 1946, la Société de graphologie fait poser une plaque de marbre commémorative sur la chaumière natale de son fondateur, à Laroche. En septembre 1954 fut inaugurée à Baignes une rue consacrée à l'abbé Michon.

## Citations
- « Écrivain, homme de tribune : voilà ma vocation ! » (lettre à sa famille de 1838).
- « J'ai pu dire que j'ai découvert la photographie de l'âme, comme Niepce et Daguerre ont découvert la photographie du visage. J'ai trouvé les signes par lesquels l'âme se trahit dans ses plus fines nuances ».
- « L’écriture est le relief de l’âme, tangible au regard » (Système, p. 51). « Le moindre mouvement de la plume est une vibration de l’âme » (ibid., p. 171). « La loupe est, en graphologie, ce que le scalpel est en anatomie. Elle montre à nu toutes les fibres les plus délicates de l'écriture. C’est à l'aide de la loupe que toutes mes découvertes graphologiques ont été faites » (ibid., p. 95).
- « La science se garde bien de se mettre au rang des sciences occultes qui affichent la prétention de deviner l’avenir. La graphologie est une science anthropologique, au même titre que la psychologie, la physiologie, etc. Elle a une base scientifique, puisqu’elle repose sur un principe constaté, inattaquable, prouvé par l’expérimentation ; et ce principe, c’est l’action immédiate, instantanée, électrique probablement, du cerveau sur la main. Elle a une méthode et une classification. La science avait été soupçonnée par Lavater ; elle avait été essayée, mais la méthode scientifique restait à découvrir » (conférence du 27 janvier 1873).
- « C’est une loi de toute science nouvelle qu’elle aille toujours à son évolution et à son perfectionnement (…). Elle est fondée en raison et en observation. Elle est la logique de la liaison naturelle entre le signe et la chose signifiée » (Méthode, 1878).
- « L'avenir religieux de l'humanité ne peut être ni aux négateurs de l'adoration et de la prière, ni aux dévots stupides qui ont rabaissé le Dieu prêché par l'Évangile au niveau des fétiches. »

## Publications

### Œuvres de Michon
- Vie de Rose-Françoise Gilbert des Héris, morte en odeur de sainteté le 6 janvier 1840 (1841), libr. Poussielgue-Rusand, Paris. Consultable en ligne.
- Vie de Jean-Joseph-Pierre Guigou, évêque d'Angoulême (1844), impr. Soulié, Angoulême. Consultable en ligne.
- Statistique monumentale de la Charente (1844-48), inventaire archéologique du département de la Charente[12]
- La femme et la famille dans le catholicisme (1845), libr. Ch. Borrani, Paris.
- Histoire de l'Angoumois, d'après un manuscrit de Vigier de La Pile, recueil de trois ouvrages concernant l'histoire de la province[49].
- Conférences à S. Thomas d'Aquin, lettres au Clergé de France (1848).
- Monographie du château de Larochefoucauld (1848)
- Conférences sur la religion (1850)
- Solution nouvelle de la question des Lieux saints (1852), Comon & Cie, Paris. Consultable en ligne.
- Voyage religieux en Orient (1854) en 2 volumes, libr. Comon, Paris. Consultable en ligne.
- Conférences de la Trinité (1856)
- Conférences populaires au faubourg Saint-Antoine (1856)
- Les archevêques de Paris (1857), libr. Dentu, Paris. Consultable en ligne.
- La Révolution et le Clergé (1858)
- Du progrès et de l'importance politique des idées gallicanes (1858), libr. Dentu, Paris. Consultable en ligne.
- L'Italie politique et religieuse (1859)
- De l'agitation religieuse (1860)
- Projet de solution de la question romaine (1860), où l'auteur propose de transférer le siège de la papauté à Jérusalem afin de trancher la question italienne
- De la rénovation de l'Église (1860), livre mis à l'Index.
- De la crise de l'Empire (1860)
- Le Concordat, cause de conflit entre le clergé et l'Empire (1862)
- Apologie chrétienne du XIXe siècle (1863)
- Leçons préliminaires à M. Renan sur la Vie de Jésus (1863)
- Le Maudit (1863), libr. internationale, Paris. Roman consultable en ligne, où il se décrit lui-même dans le personnage de l’abbé Julio de La Clavière.
- Le jésuite (1865), libr. internationale, Paris. Consultable en ligne.
- Le moine (1865), libr. internationale, Paris. Consultable en ligne.
- La vie de Jésus, suivie des Évangiles parallèles (1865)
- Le curé de campagne (1867)
- Les odeurs ultramontaines (1867), libr. internationale, Paris. Consultable en ligne.
- La religieuse (1868), libr. internationale, Paris. Consultable en ligne.
- Les mystiques (1869), libr. internationale, Paris. Consultable en ligne.
- Le Journal de l'autographe, revue
- La grande crise du christianisme (1870)
- Manuel du jeune élève, à l'usage de l'école des Thibaudières, s.d.
- La révolution plébéienne, lettres à Junius-Alexandre Dumas fils (1871)
- Les Mystères de l'écriture, art de juger les hommes sur leurs autographes (1872), en collaboration avec Desbarolles, traduit en plusieurs langues[50]
- Système de graphologie — L'art de connaître les hommes d'après leur écriture (1875), qui pose les bases de cette nouvelle discipline.
- La méthode pratique de graphologie (1878), dans lequel il explique plus précisément les liens entre écriture et caractère[51]
- Dictionnaire des notabilités contemporaines jugées d'après leur écriture
- Histoire de Napoléon Ier jugé d'après son écriture (1879), libr. Dentu, Paris. Consultable en ligne.

### Études sur Michon
- Émilie de Vars, Histoire de la graphologie, Libr. Baschet, Paris, 1877 (2e éd.). En ligne sur Gallica.
- Adrien Varinard, J.-H. Michon, fondateur de la graphologie — Sa vie et ses œuvres, Bibliothèque graphologique, Paris, 1884. En ligne sur Gallica.
- Notice biographique in Bulletin de la Société des Lettres, Sciences et Arts de Corrèze, impr. Crauffon, Tulle, 1892, p. 237-247.
- Thèse de Claude Savart, L'abbé J.-H. Michon : contribution à l'étude du catholicisme libéral au XIXe s., Les Belles Lettres, Paris, 1971, 290 p.
- P. Joseph Seiler, De Lavater à Michon – Essai sur l’histoire de la graphologie, Éditions universitaires de Fribourg, Suisse, vol. 2, 2000.